# هرمان ليفي
هرمان ليفي (بالألمانية: Hermann Levi) هو موزع وعازف بيانو وملحن ألماني، ولد في 7 نوفمبر 1839 في غيسن في ألمانيا، وتوفي في 13 مايو 1900 في ميونخ في ألمانيا.

## وصلات خارجية
- هرمان ليفي على موقع ميوزك برينز (الإنجليزية)